# Harry Potter og Fangen fra Azkaban (film)
 Denne artikel omhandler filmen. For romanen, se Harry Potter og Fangen fra Azkaban.
| Portal | Portal:Harry Potter |

Harry Potter og fangen fra Azkaban (originaltitel: Harry Potter and the Prisoner of Azkaban) er en fantasyfilm fra 2004  instrueret af Alfonso Cuarón og baseret på romanen af samme navn af J. K. Rowling. Filmen er den tredje i rækken af Harry Potter filmserien, manuskriptet er skrevet af Steve Kloves og produceret af Chris Columbus, David Heyman og Mark Radcliffe. Filmen følger Harry Potters tredje år på Hogwarts, hvor han får at vide at fangen Sirius Black er undsluppet fra Azkaban og vil dræbe ham. I filmen medvirker Daniel Radcliffe som Harry Potter, sammen med Rupert Grint og Emma Watson som Harrys bedste venner Ron Weasley og Hermione Granger. Birollerne i filmen spilles af Michael Gambon, Gary Oldman, David Thewlis, Timothy Spall og Emma Thompson.
Film havde premiere den 31. maj 2004 i USA og 11. juni 2004 i Danmark, som den første Harry Potter-film der blev udgivet i IMAX-biografer og som brugte denne IMAX-teknologi. Den var også den sidste Harry Potter-film, der blev udgivet på VHS. Filmen blev nomineret til to Academy Awards — Original Music Score og Visual Effects ved 77th Academy Awards, der blev afholdt i 2005, men tabte til Finding Neverland og Spider-Man 2.
Mens Fangen fra Azkaban blev modtaget bedst hos filanmelderne af alle filmene i rækken og indtjente 4,1 mia kr. verden over, var filmens indtjening den laveste af alle syv film. Den er dog stadig at finde på listen over de 30 mest indtjenende film i tidens løb.

## Plot
Harry Potter er hos familien Dursley i sommerferien, og bruger, i al hemmelighed, sin tid på at studere nye trylleformularer. Da Onkel Vernons søster, Marge, kommer på besøg og fornærmer Harry ved at nedgøre hans forældre, kommer han, ved et uheld, til at puste hende op og få hende til at flyve ud af stuedøren. Harry mister sit temperament og truer med at forbande Vernon, men forlader i stedet huset, overmandet af sit triste liv på Ligustervænget 4. Natbussen dukker op og tager Harry til Den Utætte Kedel, hvor Ministeren af Magi, Cornelius Fudge, fortæller Harry, at han ikke vil blive arresteret. Harry hører også om Sirius Black, en formodet tilhænger af Lord Voldemort, der er flygtet fra troldmandsfængslet Azkaban og højst sandsynligt er på sporet af Harry, med henblik på at dræbe ham.
Harry, Ron, og Hermione tager tilbage til skolen på Hogwartsekspressen. De har selskab af den nye lærer i Forsvar mod Mørkets Kræfter, Remus Lupus. Toget bliver pludselig standset af ombordstigende Dementorer (vogterne af Azkaban), der leder efter Black. Harry besvimer, da en Dementor kommer ind i deres kupé, men Lupus sender den væk med en trylleformular.
På Hogwarts fortæller Albus Dumbledore eleverne, at Dementorer vil bevogte skolen, mens Black er på fri fod. Professor Lupus bliver præsenteret og Hagrid bliver introduceret som den nye lærer i faget Magiske Dyrs Pasning og Pleje. Lupus' lektioner er yderst lærerige; han fokuserer på praktiske øvelser, ikke kun teori, og opmuntrer mindre selvsikre elever, såsom Neville. Desværre går Hagrids første lektion galt, da Draco Malfoy, med vilje, provokerer hippogriffen, Stormvind, der, som modsvar, angriber ham. Dracos far Lucius Malfoy får Stormvind dømt til døden.
Under en Quidditchkamp bliver Harry omkringet af Dementorer, hvilket gør at han falder af sin kost. Lupus lærer efterfølgende Harry, hvordan han skal forsvare sig mod Dementorerne med en Patronus-besværgelse. 
 Fordi Harry mangler en forældreunderskrift for at kunne komme med til Hogsmeade, giver Fred og George ham deres Røverkort, et magisk dokument, der viser enhver persons lokalitet inde på Hogwarts, samt hemmelige smutveje ind og ud af slottet. I Hogsmeade overhører Harry, at Black er hans gudfar og var bedste venner med hans forældre. Black er blevet beskyldt for at røbe Potter-familiens hemmelige skjulesteder til Voldemort og for at have myrdet deres fælles ven Peter Pettigrew. Harry sværger derefter at dræbe Black.
Da Harry er ved at forlade sin spådomseksamen, går Professor Trelawney i trance og forudser, at en af Mørkets Herres tjenere vil vende tilbage den nat. Senere besøger Harry, Ron og Hermione Hagrid for, at trøste ham over Stormvinds nærtstående henrettelse. Mens de er hos Hagrid, finder de Scabbers, Rons forsvundne rotte. Fudge, Dumbledore og en bøddel ankommer til Hagrids hytte for at fuldbyrde Buckbeaks død, og de tre elever skynder sig at smutte, inden de bliver opdaget. Scabbers bider pludselig Ron og flygter med trioen i hælene. En enorm hund dukker pludselig op og trækker både Ron og Scabbers ind i et hul under Slagpoplen. Harry og Hermione følger efter dem ned i den underjordiske passage, der i virkeligheden er en genvej til Det Hylende Hus.
Inde i Det Hylende Hus finder de ud af, at hunden i virkeligheden er Sirius Black, som er en Animagus. Harry angriber Black, men Lupus ankommer og afvæbner Harry. Efter at have udvekslet nogle få kryptiske ord med Black, omfavner Lupus ham derefter, som om han var en gammel ven. Da han bliver konfronteret af Hermione, indrømmer Lupus, at han er en varulv, og han og Black begynder derefter, at forklare at Black er uskyldig. Professor Snape braser pludselig ind, med intentionen om at han vil overgive Black til Dementorerne, men Harry, der er begyndt at tro på Lupus og Black, slår Snape ud med en trylleformular. Lupus og Black fortæller, at Scabbers rent faktisk er Peter Pettigrew, endnu en Animagus, som begik den forbrydelse, Black blev anklaget for.
Lupus og Black tvinger Pettigrew tilbage til hans menneskelige form med henblik på at dræbe ham, men bliver afbrudt af Harry, der siger, at hans far, James Potter, ikke ville se sine to bedste venner som mordere. Pettigrew skal derefter overgives til Dementorerne.
 Samtidig med at gruppen går tilbage mod slottet, stiger fuldmånen op på himlen; Lupus forvandler sig til en varulv, og det lykkes Pettigrew at undslippe. Lupus og Black kæmper mod hinanden i hver sin dyreform, indtil Lupus bliver distraheret af et andet dyrs hyl. Dementorer angriber Black og Harry. Lige som deres sjæle er ved at blive suget ud af dem, ser Harry, på afstand, en kraftfuld kronhjort-formet Patronus, der jager Dementorerne på flugt. Harry tror, at den mystiske figur er hans afdøde far.
Harry vågner op i en sygeseng og hører, at han er tilbage på Hogwarts og at Sirius er blevet pågrebet. Ved at følge Dumbledores råd, afslører Hermione, at hun er i besiddelse af en Tidsvender, som hun brugt i løbet af året, hvor hun har deltaget i flere lektioner på een gang. Hun og Harry rejser tre timer tilbage i tiden; ser dem selv gentage aftenens begivenheder. De sætter Stormvind fri og vender tilbage til Slagpoplen. Da Dementorerne er ved at angribe Black og sit "andet" jeg, opdager Harry, at det er ham selv, der skal kaste Patronus-besværgelsen, og skynder sig at gøre det. Harry og Hermione redder Black, som flygter på Stormvind. 
 Den efterfølgende dag trækker Lupus sig fra sit job som lærer, da han ved at nogle forældre ikke vil kunne acceptere, at deres børn bliver undervist af en varulv. Kort tid efter sender Black Harry en Firebolt, den hurtigste kost, der nogensinde er blevet lavet.

## Medvirkende
- Daniel Radcliffe som Harry Potter, filmens hovedperson.
- Rupert Grint som Ron Weasley, en af Harrys bedste venner.
- Emma Watson som Hermione Granger, en anden af Harrys bedste venner.

Nye tilføjelser til skuespillercastet:
- Michael Gambon overtager rollen som Albus Dumbledore, rektor på Hogwarts, efter Richard Harris, som spillede Dumbledore i de to første film, døde den 25. oktober 2002.[3] Trods sin sygdom, var Harris fast besluttet på at medvirke i filmen, og havde sagt til den besøgende David Heyman, at han ikke skulle lede efter en ny til rollen.[4] Fire måneder efter Harris' død, valgte Cuarón Gambon som erstatning.[4][5] Gambon ville hverken forbedre eller kopiere Harris, i stedet gav Gambon karakteren hans egen fortolkning, gav blandt andet karakteren en anelse irisk accent,[6] og færdiggjorde sine scener i løbet af tre uger. [7] Der gik rygter om, at Ian McKellen var blevet tilbudt rollen, men de blev stoppet, da han udtalte, at han blot havde spillet en lignende rolle, ved navn Gandalf i Ringenes Herre-filmtriologien. Han udtalte også at det ville være upassende at påtage sig rollen, eftersom Harris engang havde kaldt McKellen en "forfærdelig" skuespiller.[8][9] Harris' familie havde udvist en interesse i, at se Harris' nære ven Peter O'Toole blive valgt, som hans erstatning.[10]
- Gary Oldman spiller Sirius Black, en undsluppen fange fra troldmandsfængslet Azkaban og Harrys gudfar. Oldman tog rollen, fordi han manglede penge, da han ikke havde taget medvirket i noget som helst de seneste år, fordi han hellere ville bruge tid på sine børn.[11] Han fik inspiration fra Cuarón, som han har beskrevet med "så meget enthusiasme og glæde for livet,"[12] og sammenlignede Sirius med John Lennon.[11] Han var overrasket over "hvor svært det var at spille", og sammenlignede rollen med en Shakespearean dialog.[12] Oldman havde forslag til Sirius' frisurer, mens Cuarón designede hans tatoveringer.[12] Han havde læst den første bog i rækken, og hans børn havde været fans af serien. Rollen gjorde Oldman til en helt hos sine børn og deres skolekammerater.[6]
- David Thewlis spiller Remus Lupus, den nye Forsvar mod Mørkets Kræfter-lærer på Hogwarts. Han var venner med Harrys forældre, da de gik på skolen og han lærer Harry at kontrollere en Patronus-besværgelse for at kunne forsvare sig mod Dementorer. Thewlis, som tidligere havde været til audition til rollen som Professor Quirrell i Harry Potter og De Vises Sten, var Cuaróns første valg til rollen som Lupus. Han tog rollen efter råd fra Ian Hart, manden som fik rollen som Quirrell, som fortalte ham, at Lupus er "den bedste del af bogen."[13] Cuarón fortalte Thewlis, at han tænkte på Lupus som homoseksuel, og udstillede ham lidt som en "bøssejunkie", selvom hans ide, viste sig at være forkert.[14] Thewlis havde set de to første film og kun læst den første bog, og læste den tredje, da han havde taget rollen. Han glædede sig over at skulle medvirke i en børnefilm og nød filmoptagelserne hele vejen igennem.[6]
- Timothy Spall spiller Peter Pettigrew, en ven af Harrys forældre, som, efter sigende, skulle være blevet dræbt af Sirius Black.
- Emma Thompson spiller Sybill Trelawney, en kejtet spådomslærer på Hogwarts.

### Danske stemmer
| Skuespiller        | Rolle            |
| ------------------ | ---------------- |
| Phillip Hornehøj   | Harry Potter     |
| Allan Hyde         | Ron Weasley      |
| Maja Ulstrup       | Hermione Granger |
| William Høeg       | Draco Malfoy     |
| Nis Bank-Mikkelsen | Albus Dumbledore |
| Lars Mikkelsen     | Sirius Black     |
| Henrik Koefoed     | Remus Lupus      |
| Ole Thestrup       | Peter Pettigrew  |
| Birgitte Raaberg   | Sybill Trelawney |

## Produktion

### Udvikling
Med produktionen af Fangen fra Azkaban begyndte Harry Potter-filmen at tage mere end 18 måneder, hvilket producer David Heyman forklarede med, at "hver film tager den tid, hver film tager." Chris Columbus, instruktøren af de to tidligere film, besluttede at han ikke ville tage roret for den tredje film også, da han "ikke havde spist aftensmad med sine børn en uge i træk, de seneste to og halvt." Han forblev dog producer sammen med Heyman. Guillermo del Toro var oprindeligt tiltænkt til instruktørrollen, men syntes, at filmen "var for mild og for fuld af lys, at han ikke var interesseret." Marc Forster takkede også nej, da han lige havde instrueret Finding Neverland og ikke havde lyst til at instruere endnu en børnefilm. Warner Bros. fremsatte derefter en liste med tre navne på, navne der skulle kunne bruges som erstatning for Columbus; listen indeholdt navnene på Callie Khouri, Kenneth Branagh (som spillede Glitterick Smørhår i Hemmelighedernes Kammer), men valget faldt til sidst på Alfonso Cuarón. Cuarón var nervøs for tilbuddet om instruktørrollen, da han ikke havde læst nogen af bøgerne, ej eller set de tidligere film. Efter at have læst serien, skiftede han mening og underskrev instruktørkontrakten, da han var blevet grebet af historien lige fra begyndelsen. Ansættelsen af Cuarón gjorde J. K. Rowling glad, da hun elskede hans film Y tu mamá también (dansk: ...Og din mor!) og var blevet imponeret af hans adaption af A Little Princess. Heyman fandt Cuaróns stilmæssige ideer perfekte til instruktørrollen."

### Indspilning
De første optagelser begyndte den 24. februar 2003, i Leavesden Film Studios, og endte i oktober 2003.
Nogle af filmens sets var bygget i Glen Coe, Skotland, nær Clachaig Inn. Indendørssetsene, samt nogle sets der var bygget til de to tidligere film, stod, hovedsagligt, i Leavesden Film Studios. Hogwartssøen blev filmet ved Loch Shiel, Loch Eilt og Loch Morar i Skotlands højland. I øvrigt ligger jernbanebroen, som også bliver brugt i Hemmelighedernes Kammer, lige overfor Loch Shiel og bliver brugt i efterfølgeren, hvor Dementorerne går ombord på toget. En mindre del af triple-deckerbusscenen (Natbussen), hvor den kører indimellem trafikken, blev filmet i Palmers Green i Nordlondon. Nogle dele er også filmet i og omkring Borough Market og Lambeth Bridge i London.
Kandisbaronens set i filmen er en kopi af Flourish & Blotts-settet, der blev brugt i Harry Potter og Hemmelighedernes Kammer, som skiftede imellem at være en kopi af Ollivanders-settet fra den første film.
Rowling tillod Cuarón at lave mindre forskelle fra bogen på den betingelse, at han bibeholdt bogens ånd. Hun tillod ham at plante et solur på Hogwarts' grund, men hun afviste en begravelsesplads, som skulle spille en vigtig rolle i den uudgivede sjette bog. Rowling sagde, at hun "fik gåsehud" efter at have set mindre dele af filmen, da de, uforsætligt, refererede til begivenheder i de to sidste bøger. Hun udtalte videre, at "folk vil kigge tilbage på bogen og tænke om, de ting var sat som spor med vilje." Da optagelserne sluttede, sagde Cuarón, at det havde været "de to bedste år af mit liv," og udtrykte videre sin interesse i at instruere en af efterfølgerne.

### Effekter
Cuarón ville oprindelig hellere bruge dukkeføring end computerteknologi. Han hyrede undervandsdukkeføreren Basil Twist til at hjælpe ham, med henblik på at studere Dementorernes mulige bevægelser. Da det på et tidspunkt stod klart at brug af dukker ville være for dyrt og ikke god nok til at portrættere de specielle elementer, der i alt giver en Dementor, vendte Cuarón tilbage til computerteknologi. Han og hans hold brugte dog stadig optagelserne af Dementordukkerne under vand som grundlag for de computerskabte Dementorer.
I delen med Natbussen, hvor Harry bliver taget til Den Utætte Kedel bruges filmteknologien under navnet bullet time, den blev udbredt efter at have været brugt i The Matrix-filmserien. Denne del drager humoristisk fordel af magien i Harry Potter-verdenen, hvor Muggler-verdenen går i slowmotion, mens de, der er inde i Natbussen; Harry, Stan Stafister og Ernie Prang (og det talende skrumpehoved) bevæger sig i rigtig hastighed.

### Musik
Academy Award nominerede soundtracket, som var det tredje og sidste Potter-underlægningsmusik, som blev komponeret og udført af John Williams og det blev udgivet på CD den 25. maj 2004. Helt generelt, er hans musik til denne tredje film ikke helt så god, som i de tidligere film, med udtalt middelalderlig tendenser i instrumenterne. En af de nye temaer, "Double Trouble," blev skrevet samtidig med optagelserne, sådan at et børnekor kunne optræde med det i Hogwarts' Store Hall i en af filmens første scener. Der er korte sekvenser med temaer fra de tidligere film, men størstedelen af filmens underlægningsmusik er nyt, hvilket inkluderer "Double Trouble" og flere andre helt nye musikstykker.
Brand X Music lagde musik til trailerne og brugte numrene "Anticipation" og "Progeny".

## Afvigelser fra bogen
Fangen af Azkaban var, på dens udgivelsesdato, den længste bog i serien. Den stigende dramatisering i bogens plot, nødvendiggjorde en mere fri adaptation af bogens mere detaljerede plot og baggrundshistorie. Filmen starter med, at Harry ligger i sin seng og bruger magi til at oplyse en bog, mens han, i samme scene i bogen, bruger et stearinlys, da elever under 17 år ikke må bruge magi derhjemme. Forbindelsen mellem Harrys forældre og Røverkortet er kun kort nævnt, ligesom både Remus Lupus' forbindelse til kortet og James Potter kun er kort beskrevet. Som en tilføjelse, bliver det aldrig nævnt, hvem "Røverne" er eller hvem øgenavnene (Krone, Køter, Hugtand eller Ormehale) tilhører. Meget baggrundshistorie er ikke med i filmen, fordi det kunne skabe en mindre dramatisk effekt: både Det Hylende Hus og Scabbers, rotten, er kun kort nævnt i filmadaptionen, mens de bliver bredere beskrevet i bogen. Det meste af Sirius Blacks forhistorie er også undladt i filmen, der nævnes bl.a. ikke hvordan han undslipper fra Azkaban.
På grund af mangel på tid og plads i filmen, skipper den også mere detaljerede beskrivelser af den magiske undervisning, eleverne modtager. Kun én hippogrif, Stormvind, medvirker i filmen, og det er kun Malfoy og Harry, der rent faktisk er i kontakt med væsnet, i faget Magiske Dyrs Pasning og Pleje, og de fleste andre lektioner, såsom alle Snapes eliksirlektioner, er undladt fra filmen. Den indviklede beskrivelse af Fidelius Charm er fuldstændigt skåret ud af filmen, og der er ikke givet nogen præcis forklaring på, hvordan Black forrådte familien Potter til Lord Voldemort. Mange af forklaringerne fra føromtalte scene, bliver i stedet givet i samtalen mellem Cornelius Fudge og Minerva McGonagall; i stedet er McGonagalls undervisning om Animagus'er, givet til Snape.
Den, endnu skrøbelig, romantiske forbindelse mellem Ron og Hermione er mere tydelig i filmadaptionen end i bogen; som en respons på kritikken af de forrige film, der gik på, at karakternes personlige udvikling blev ofret til fordel for mysterier og eventyr, udvikler de tre hovedroller sig mere i den tredje film. Men nogle kritikerne og fans mener, så i stedet at plottet er blevet uklart. Der henvises til Harrys spirende forelskelse i Cho Chang, som skaber uklarhed. Cedric Diggory medvirker også først i den fjerde film, og hans far, Amos, er et meget mere venligt menneske, end i bogen, samt at Cedric ikke slår Harry. Harry mørke side kommer også, for første gang, til udtryk i denne film, da Harry siger, "Jeg håber, at han [Black] finder mig. Fordi hvis han gør, vil jeg være klar. Når han kommer, vil jeg slå ham ihjel!".
Harry modtager Firebolten i slutningen af filmen, mens den i bogen blot er en anonym julegave, som bliver konfiskeret i et par uger, for at blive undersøgt for mulige jinxes af Professor Flitwick og Madam Hooch.

## Udgivelse

### Billetindtægter
Filmen havde premiere i Storbritannien den 31. maj 2004 og den 4. juni 2004 i USA. Den satte rekorden for største billetsag på en enkelt dag i England, og billetindtægter skrev historie ved at have indtjent 44,9 mio. kr. på en mandag. Den fortsatte med at sætte rekorder både med og uden div. forpremiere og indtjente det formidable beløb på 202,7 mio. kr., inklusive forpremiere og 78,9 mio. uden. Filmen indtjente 795 mio. kr. i dens premiereweekend i USA i 3.855 biografer, og endte med, på dette tidspunkt, at være den tredjestørste billetindtjening i den tilhørende weekend nogensinde. Denne premiere slog også Hulk's rekord (331 mio kr.) for den højeste billetindtægt for premiereweekender i juni. Fangen fra Azkaban beholdt sin rekord i fem år, indtil filmen Transformers: Revenge of the Fallen toppede i 2009 med 580 mio. Filmen indtjente yderligere 386,9 mio. i UK.
Fangen fra Azkaban indtjente 4,2 mia. kr. verden over, som gav den pladsen som den andenhøjeste indtjenende film i 2004, kun overvundet af Shrek 2. I USA blev den den sjettehøjeste indtjenende film, ved at indtjene 1,3 mia. kr. i landet. Alle andre steder i verden, var den, den bedst indtjenende film det år, ved at have indtjent 2,8 mia. kr., i forhold til Shrek 2's 2,5 mia. Trods den høje omsætning, er Azkaban den mindst omsættende af alle Harry Potter film (alle de andre Harry Potter-film har indtjent mere end 4,6 mia. kr. verden over). Harry Potter og Fangen fra Azkaban er dog stadig at finde på listen over de 30 mest indtjenende film i filmhistorien.

### Kritisk modtagelse
Fangen fra Azkaban modtog bemærkelsesværdig anerkendelse, ved blandt andet at modtage 91% "Certified Fresh" og yderligere 90% "Top Critics" på Rotten Tomatoes. Filmen modtog også en score på 82 ud af 100 på Metacritic, og derved fik "universel anerkendelse." Prisoner of Azkaban har fået den højeste ranking af alle syv film på alle samlede anmeldelser af filmene.
Mick LaSalle fra San Francisco Chronicle lovpriste filmens mere modne stil og sagde, at den var "mørkere, mere indviklet, og var mere rodfæstet i karakterne." Avisen Hollywood Reporter anmeldte også filmen og skrev, at filmen er "en dybere, mørkere, mere visuelt fangende og mere følelsesmæssigt tilfredsstillende adaption af J.K. Rowlings litteraturfænomen," især i forhold til de to første film. Peter Travers fra Rolling Stone gav filmen tre og en halv stjerne ud af fire: "Den er ikke blot den mest betagende og mest gribende film af de tre Harry Potter-film til dags dato, den er også en film, der kan stå alene, også selvom du ikke har hørt om forfatteren J.K. Rowling og hendes unge troldmandshelt." Stephanie Zacharek fra Salon.com hævder, at den vil blive "en af de største fantasyfilm nogensinde." The Washington Post's Nicole Arthur priser filmen, fordi den er "kompliceret, skræmmende og nuanceret." Roger Ebert gav filmen tre og en halv stjerne ud af fire, med begrundelsen, at filmen "ikke er så god som de første to," men han sagde også, at den er "en pragtfuld, underholdende og sofistikerede film." Claudia Puig fra USA Today syntes, at filmen var en "visuel fornøjelse," og tilføjede, at "Cuaron er ikke er bange for lave en mørkere film eller for at håndtere smertefulde følelser," samtidig med at Richard Roeper kaldte filmen for "en kreativ triumf." Sean Smith fra Newsweek skrev: "I Fangen fra Azkaban bliver der pralet med en spritny instruktør og et nyt syn på film," han skrev også, at filmen var "rørende," og priste Radcliffe og Watsons skuespil, mens Entertainment Weekly priste filmen for at være mere moden i sin stil end de foregående.
Noget af kritikken kom fra The Washington Post: "For at sige det pænt, filmen er et langt træk, blandt andet på grund af den bombastiske historie bag, en stram visuel palet og uinspirende action." Rex Reed, fra The New York Observer, påpegede også nogle unødvendige stillitiske forandringer, og skrev, at "den er den mest fjollede, samt den mest unaturlige – og mest forvirrende – af alle filmene."

### Awards
Harry Potter og Fangen fra Azkaban blev nomineret til 2 Oscars ved 77th Academy Awards, der blev afholdt i 2005.
- Academy Award for Original Music Score – John Williams
- Academy Award for Visual Effects

Filmen blev nummer 471 på Empire magazines liste fra 2008 over de 500 største film nogensinde. IGN kaldte Fangen fra Azkaban den 5. bedste fantasyfilm (lige efter Ringenes Herre - Eventyret om Ringen, Pans labyrint, Troldmanden fra Oz og Prinsessen og de skøre riddere). Som en tilføjelse påstår Moviefone, at filmen er en af de 10 bedste i årtiet. I 2011 blev filmen valgt til "Film of the Decade" ved First Light Awards af børn i alderen fra 5–15.
American Film Institute-lister
- AFI's 100 Years...100 Movies (10th Anniversary Edition) – Nomineret[51]
- AFI's 10 Top 10 – Nomineret i kategorien "Fantasy Film"[52]